# Festival Promessas 2011
O Festival Promessas foi um especial de fim de ano realizado pela Rede Globo de música gospel.[carece de fontes?] Com um público de 20 a 100 mil pessoas no Aterro do Flamengo, no Rio de Janeiro foi realizada a gravação do evento no dia 10 de dezembro de 2011, com a participação de oito cantores e uma banda de música gospel. Durante a transmissão na Televisão, a emissora ficou isolada na liderança de audiência com 12 pontos.
A realização do evento dividiu opiniões. Uns se alegravam com o evento, outros criticavam, acreditando que os cantores se venderam para a emissora.[carece de fontes?]
| Nome do Cantor/Banda | Gravadora (na época do evento) |
| -------------------- | ------------------------------ |
| Pregador Luo         | 7 Taças                        |
| Damares              | Sony Music                     |
| Ludmila Ferber       | Som Livre                      |
| Eyshila              | MK Music                       |
| Fernanda Brum        | MK Music                       |
| Fernandinho          | Onimusic                       |
| Regis Danese         | MK Music                       |
| Davi Sacer           | Som Livre                      |
| Diante do Trono      | Som Livre                      |